# Wang Chih-hao
Wang Chih-hao (chinesisch 王志豪; * 28. Oktober 1993) ist ein taiwanischer Badmintonspieler. 

## Karriere
Wang ChihhHao nahm 2011 an den Badminton-Juniorenweltmeisterschaften teil. Bei den Polish Open 2013 belegte er Rang drei im Herrendoppel gemeinsam mit Lin Yen-jui. Bei den Singapur International 2013 wurde er in der gleichen Disziplin Dritter mit Chang Ko-chi. Ebenso startete er bei der Japan Super Series 2013. Bei der Universiade 2013 erkämpfte er sich Bronze mit dem taiwanischen Team.